# 上海市民体育公园·足球公园
上海市民体育公园是位於中華人民共和國上海市嘉定區安亭镇安辰路999号的一個體育公園，由上海久事国际体育中心有限公司運營。公園總規劃占地2.8平方公里。體育公園內包括11人制足球场、7人制、5人制足球场及篮球场。占地42万平方米的一期工程足球公園於2020年1月4日率先開園。